# Ingo Schachtschneider
Ingo Schachtschneider (* 26. Januar 1959 in Itzehoe) ist ein deutscher rechtsextremer Politiker (DVU, DLVH).

## Leben
Er ist nach eigenen Angaben Angestellter im Bereich Softwaretechnologie, ist verheiratet und hat vier Kinder.
Am 16. Juni 1992 trat er in den Landtag von Schleswig-Holstein ein, nachdem der DVU-Abgeordnete Manfred Clasen verstorben war. 1993 trat er zusammen mit zwei weiteren DVU-Abgeordneten zur DLVH über. In der Folgezeit war er zusammen mit Ingo Stawitz und Armin Lenzner einer von drei gleichberechtigten Landesvorsitzenden von Schleswig-Holstein. Dem Landtag gehörte er noch bis 23. April 1996 an.